# Isaac Deutscher
Isaac Deutscher (Chrzanów, 3 aprile 1907 – Roma, 19 agosto 1967) è stato un giornalista, scrittore, storico e attivista politico polacco naturalizzato britannico.
È considerato tra i più validi studiosi del comunismo del Novecento.

## Biografia
Nato nel 1907 a Chrzanów, località della Polonia meridionale che all'epoca faceva parte dell'Impero austro-ungarico, giovanissimo poeta in lingua yiddish, fu iscritto al Partito comunista polacco dal 1927 al 1931 e poi espulso nel 1932. Emigrato in Unione Sovietica, nel 1939 si trasferì a Londra, dove si affermò come autorevole studioso del mondo sovietico. Nel 1949 divenne cittadino britannico. Nella sua produzione sono considerati particolarmente importanti i tre volumi dedicati a Trockij e la biografia di Stalin. Altre sue opere riguardano l'evoluzione del comunismo sovietico dopo Stalin e il conflitto ideologico con la Cina maoista ai tempi di Chruščёv.
Deutscher, pur impegnato con gli studi storici, seguì sempre con interesse i contemporanei avvenimenti della politica internazionale per i quali prese posizione e partecipò ai dibattiti. Fu, ad esempio, un membro influente del Tribunale Russell che indagò sui crimini di guerra statunitensi nella guerra del Vietnam.
Nel 1967, durante una visita a Roma, morì per un infarto a sessant'anni. La sua ultima opera The non-Jewish Jew (L'ebreo non ebreo), con la quale, dopo la guerra dei sei giorni, esaminava il conflitto arabo-israeliano, fu pubblicata postuma nel 1968 a cura e con una introduzione della moglie Tamara.

## Opere
- Stalin. A political biography, New York-London, Oxford University press, 1949.
- Soviet trade unions. Their place in soviet labour policy, London, Royal institute of international affairs, Oxford university press, 1950.
- Russia. What Next ?, New York, Oxford University Press, 1953.
- Russia after Stalin, London, Hamish Hamilton, 1953.
- The prophet armed. Trotsky: 1879-1921, London, G. Cumberlege, Oxford University Press, 1954.
- Heretics and renegades and other essays, London, H. Hamilton, 1955.
- Russia in transition and other essays, New York, Coward-McCann, 1957.
- Trotsky, New York, Vintage books, 1959-1965. Comprende:
  - 1: The prophet armed. Trotsky, 1879-1921
  - 2: The prophet unarmed. 1921-1929.
  - 3: The prophet outcast. Trotsky, 1929-1940.
- The great contest. Russia and the west, London, Oxford University, 1960.
- Ironies of history. Essays on contemporary communism, London, Oxford University Press, 1966.
- The cultural revolution in China, 3rd impr., Nottingham, The Bertrand Russell Peace Foundation, 1967.
- The unfinished revolution. Russia 1917-1967, London, Oxford University Press, 1967.
- The non-Jewish Jew and other essays, postumo, con una introduzione di Tamara Deutscher, London, Oxford University Press, 1968.

### Edizioni in lingua italiana
- Stalin, Milano, Longanesi, 1951.
- La Russia dopo Stalin, Milano, A. Mondadori, 1954.
- Il profeta armato, Milano, Longanesi, 1956.
- Dove va l'Unione Sovietica?, Torino, Einaudi, 1957.
- Il profeta disarmato. Leone Trotsky: 1921-1929, Milano, Longanesi, 1959.
- La grande contesa, Torino, Einaudi, 1961.
- Il comunismo tra Krusciov e Mao, Bari, Laterza, 1964.
- Il profeta esiliato: Trotsky, 1929-1940, traduzione di Maria Eugenia Morin, Milano: Longanesi, 1965
- Ironie della storia. Saggi sul comunismo contemporaneo, Milano, Longanesi, 1966.
- I sindacati sovietici. Il loro posto nella politica sovietica del lavoro, Bari, Laterza, 1968.
- L'ebreo non ebreo e altri saggi, Milano, A. Mondadori, 1969.
- Eretici e rinnegati e altri saggi, Milano, Longanesi, 1970.

### Testi consultabili in rete
- (EN) Isaac Deutscher, Russia in transition (PDF), su Amiel Melburn Trust Internet Archive, Universities & Left Review, 1957. URL consultato il 28 novembre 2017.
- (EN) Isaac Deutscher, Maoism-Its Origins, Background and Outlook, su Socialist Register, gennaio 1964. URL consultato il 1º dicembre 2017.
- (EN) Isaac Deutscher, The Failure of Khrushchevism, su Socialist Register, gennaio 1965. URL consultato il 1º dicembre 2017.